# Cristianización de Goa

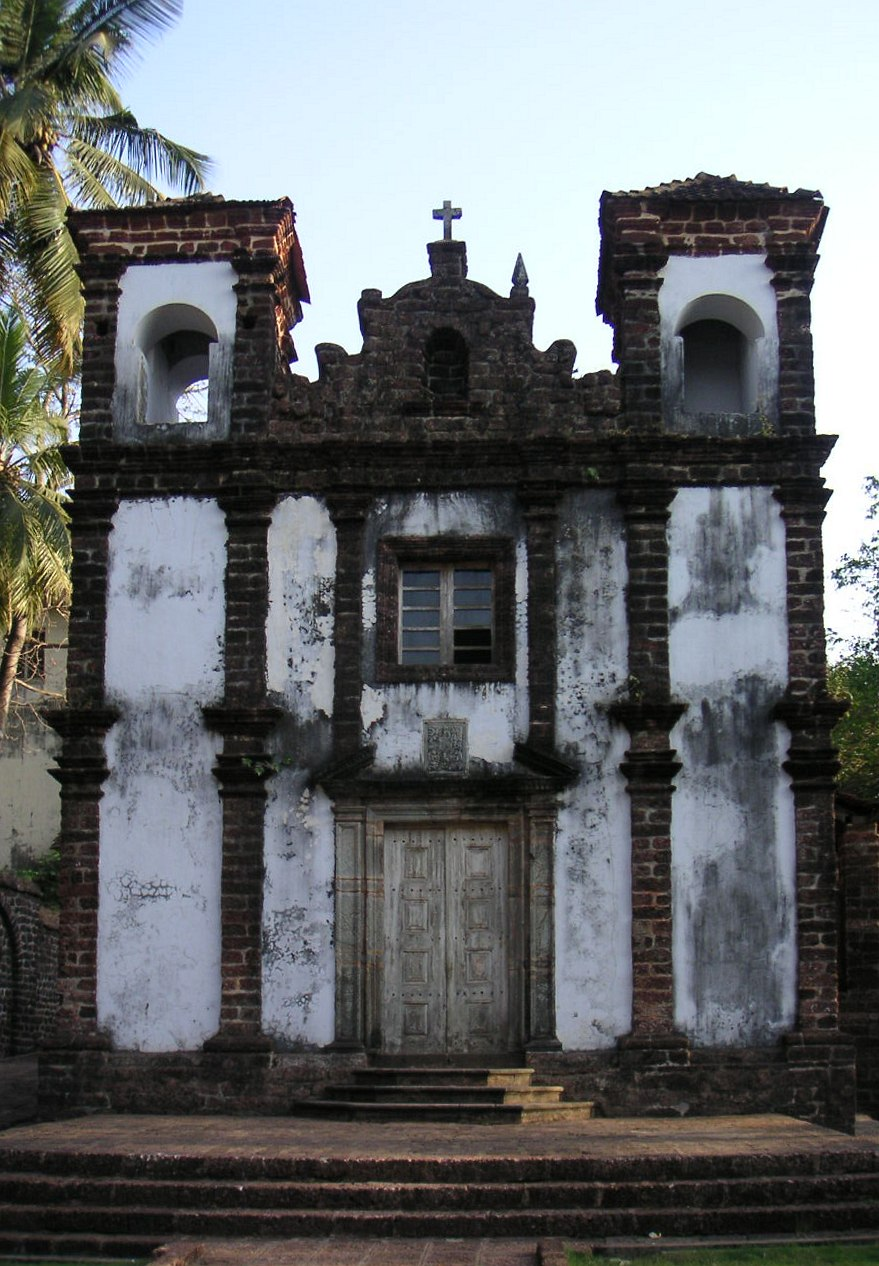
Capilla de Santa Catalina, construida en el Viejo Goa durante la ocupación portuguesa. No debe confundirse con la Catedral de Santa Catalina, también en Viejo Goa.

La población indígena de la antigua colonia portuguesa de Goa se convirrtió en gran escala del hinduismo al cristianismo después de la conquista y ocupación portuguesa, dirigido por el almirante Afonso de Albuquerque en 1510. Tras la conversión al catolicismo, se les otorgó la ciudadanía portuguesa. Casi todos los católicos goanos actuales son descendientes de los conversos locales a esta religión. Constituyen la comunidad cristiana más grande en Goa y suponen el 25 por ciento de la población católica total en la India. Las comunidades católica de Mangalore y de Karwari del estado indio de Karnataka también descienden, en gran medida, de estos conversos de Goa. Los católicos de las Indias Orientales de los distritos del norte de Konkan y los cristianos de Damaon también tienen cierta ascendencia e interacción con los goanos portugueses, los indios orientales fueron anteriormente ciudadanos portugueses en el extranjero hasta que Bombay fue entregada como dote real a la Compañía Británica de las Indias Orientales por el virreinato portugués. 

## Conversión al cristianismo
A mediados del siglo XVI, la colonia portuguesa de Goa, especialmente la ciudad de Goa, fue el centro de la cristianización en Oriente. La cristianización en Goa se limitó en gran medida a los cuatro concelhos (distritos) de Bardez, Mormugao, Salcete y Tiswadi. Además, las actividades de evangelización se dividieron en 1555 por el virrey portugués de Goa, Pedro Mascarenhas. Asignó Bardez a los franciscanos, Tiswadi a los dominicanos y Salcete, junto con quince pueblos del sureste de Tiswadi, incluidos Chorão y Divar, a los jesuitas. La ciudad de Goa Vieja fue compartida entre todos, ya que todas las órdenes religiosas tenían su sede allí. Antes de todo esto, solo los franciscanos habían evangelizado Goa hasta 1542.
Otras órdenes menos activas que mantuvieron una presencia en Goa fueron los agustinos, carmelitas y teatinos. Las primeras conversiones masivas tuvieron lugar entre los brahmanes de Divar y los kshatriyas de Carambolim. En Bardez, Mangappa Shenoy de Pilerne fue el primer hindú en convertirse al cristianismo en 1555, adoptando el nombre Pedro Ribeiro y convirtiéndose así en el primer cristiano de Bardez. Su conversión fue seguida por la de su hermano Panduranga y su tío Balkrishna Shenoy, que es el ancestro patrilineal directo del historiador de Goa José Gerson da Cunha. En Salcete, Raia fue el primer pueblo que se cristianizó, cuando su población se convirtió en masa al cristianismo en 1560.
En 1534, Goa se convirtió en una diócesis y en 1557 en una arquidiócesis. El arzobispo de Goa era el eclesiástico más importante de Oriente, y desde 1572 fue llamado el "Primado de Oriente". Si bien los gobernantes portugueses implementaron políticas estatales que fomentaban e incluso recompensaban las conversiones entre la población hindú, sería erróneo basar el mérito de esta gran cantidad de conversiones únicamente a la coacción. En cambio, el rápido aumento de los conversos en Goa tuvo principalmente como resultado el control económico y político portugués sobre los hindúes, que se convirtieron en súbditos de la Corona portuguesa.

### Cambios de nombre
Este proceso de cristianización fue acompañado simultáneamente por la adopción de la lengua y las costumbres lusas, ya que los conversos cristianos generalmente asumieron una apariencia portuguesa. El aspecto más visible fue desechar sus antiguos nombres hindúes a cambio de los nuevos nombres cristianos portugueses. El Consejo Provincial de Goa de 1567, bajo la presidencia del primer arzobispo de Goa, Gaspar Jorge de Leão Pereira y después de su jubilación, bajo el de Jorge Temudo, primer obispo de Cochín, aprobó más de 115 decretos. Uno de ellos declaró que a los católicos de Goa en adelante no se les permitiría usar sus antiguos nombres hindúes. En consecuencia, los conversos generalmente tenían que adoptar los apellidos del sacerdote, gobernador, soldado o laico portugués que se presentaban como padrinos en su ceremonia de bautismo. Por ejemplo, el Boletim do Instituto Vasco da Gama enumera los nuevos nombres de algunos de los gancares prominentes (en konkani: propietario de tierras). Rama Prabhu, hijo de Dado Vithal Prabhu de Benaulim, Salcete, se convirtió en Mesquita; Mahabal Pai, hijo de Nara Pai, se convirtió en Manuel Fernandes en 1596. Mahabal Kamati de Curtorim se convirtió en Aleisco Menezes en 1607, mientras que Chandrappa Naik de Gandaulim se convirtió en António Dias en 1632. En 1595 Vittu Prabhu se convirtió en hermano de Diago Soares y el hijo de Raulu Kamat se convirtió en Manuel Pinto en Aldona, Bardez. Ram Kamat de Punola se convirtió en Duarte Lobo en 1601, mientras que Tados Irmaose de Anjuna se convirtió en João de Souza en 1658. Como en muchos casos, padres e hijos no necesariamente fueron bautizados en presencia del mismo padrino, esto les llevaría a tener apellidos diferentes. Por ejemplo, en 1594, el hijo de Pero Parras, un gancar de Raia, adquirió en el bautismo el nuevo nombre de Sebastião Barbosa. Más tarde, en 1609, otro de sus hijos se convirtió y tomó el nombre de João Rangel. Como resultado, los miembros de la misma vanguardia (clan) que inicialmente todos compartían un apellido hindú común terminaron adoptando los lusitanos divergentes.

## Impacto del cristianismo en el sistema de castas
Sin embargo, los hindúes convertidos conservaron su lengua materna (que en la mayoría de los casos era Konkani) y su estatus de castas, incluso después de convertirse en cristianos. Según sus afiliaciones de castas anteriores, los nuevos conversos generalmente se agruparon en nuevas castas católicas. Los conversos de la clase sacerdotal Brahmin eran Bamonns (Konkani: Brahmins). Todos los subcampos de Brahmin, como los brahmanes de Goud Saraswat, Padyes, los Daivadnyas, y especialmente los orfebres y algunos comerciantes, fueron agrupados en la casta cristiana de Bamonn. Los conversos de las castas Kshatriya y Vaishya Vani se convirtieron en Chardos (Kshatriyas); y aquellos Vaishya que no podían convertirse en Chardos formaron una nueva casta Gauddos. Los conversos de las castas inferiores se agruparon como Sudirs, equivalente a Shudras. Los Bamonns, Chardos y Gauddos han sido vistos tradicionalmente como las castas altas en la jerarquía de castas católica de Goa.

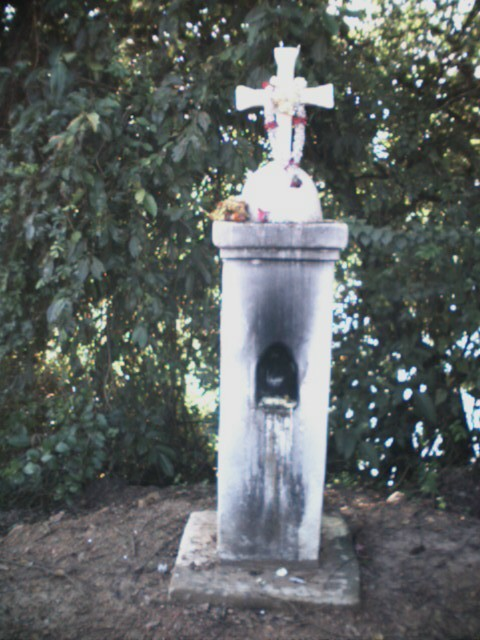
Una típica Sant Khuris (Santa Cruz) blanca, de una familia católica de Goa, construida usando una arquitectura portuguesa de estilo antiguo.

### Persistencia del sistema de castas.
Atados por sus rígidas reglas de casta, estos conversos locales (particularmente los brahmanes) conservaron el orgullo de la casta y la raza, y muy rara vez se casaron con los portugueses. Los portugueses inicialmente intentaron abolir las distinciones de castas entre los conversos locales y homogeneizarlos en una sola entidad, pero pronto descubrieron que era una tarea imposible y, en consecuencia, se vieron obligados a reconocerlos. La conciencia de casta entre los cristianos nativos fue tan intensa que incluso mantuvieron cofradías separadas de la Iglesia dedicadas a la perpetuación de la jerarquía de castas existente. En los círculos de la iglesia, los Bamonns y Chardos eran rivales y frecuentemente se discriminaban entre sí. La discriminación de castas incluso se extendió al clero. Por ejemplo, si bien hay evidencia de sacerdotes Chardo desde finales del siglo XVII, solo a Bamonns, Mestiços y extranjeros se les permitió unirse al sacerdocio hasta entonces, e incluso a partir de ese período, los miembros del clero continuaron abrumadoramente de la casta Bamonn. Sin embargo, algunos sacerdotes no Bamonn lograron la distinción. Por ejemplo, fue el p. Estevão Jeremais Mascarenhas, un Gauddo por casta y miembro del parlamento elegido varias veces por demanda pública; quien habló de autodeterminación en 1853. Las autoridades de la iglesia portuguesa decidieron reclutar a Gauddos y Sudirs para el sacerdocio, para compensar las crecientes hostilidades de los clérigos Bamonn y Chardo. Se sabe que al menos tres sacerdotes Sudir entrenados por los jesuitas fueron condenados por la Inquisición en 1736. Las autoridades de la iglesia inicialmente utilizaron a los Bamonns y siguiendo el ejemplo de San Francisco Javier, a Chardos como intérpretes de konkani y maratí en sus parroquias y misiones.  

### Teorías para la persistencia del sistema de castas.
El historiador A.B. Bragança Pereira atribuye el mantenimiento continuo del sistema de castas a la conversión masiva de aldeas enteras, lo que llevó a cristianizar la complexión religiosa de toda la aldea sin afectar la estructura de castas existente. Él postula que si las conversiones hubieran tenido lugar en casos individuales, los conversos se habrían formado en una comunidad homogénea y el sistema de castas habría desaparecido entre los cristianos debido a su incapacidad para encontrar parejas matrimoniales de la misma casta.
 

Según el historiador José Gerson da Cunha: 
 "La difusión del cristianismo en el sur de Konkan no fue un proceso de nivelación de castas. Simplemente concilió viejos prejuicios con nuevos privilegios. Un brahmán convertido era un cristiano convertido solo en la fe, conservando todos los derechos sociales del hinduismo y transmitiendo todas las prerrogativas de castas, no contaminadas por ninguna mezcla de sangre extranjera o de baja casta, a través de generaciones a su actual posteridad aristocrática". 
 A esto, el historiador C.R. Boxer agrega: 
 "Nada es más erróneo que la percepción común de que todos los goanos tienen una dosis considerable de sangre portuguesa en sus venas. La gran mayoría son indios étnicamente, aunque su adopción centenaria de la religión católica romana y de la lengua y las costumbres portuguesas, junto con su asunción de nombres portugueses, los ha arraigado firmemente en la órbita cultural portuguesa". 

## Discriminación contra los cristianos nativos.
Mientras que los portugueses se casaron con algunos lugareños y engendraron una clase de mestiço en Goa, desearon la aculturación completa de los cristianos nativos hacia la cultura portuguesa. Los portugueses trataron despectivamente la retención del sistema de castas y las costumbres hindúes por parte de los conversos, quienes deseaban la asimilación completa de los cristianos nativos en su propia cultura. En consecuencia, consideraban que los cristianos nativos eran inferiores y practicaron la discriminación social contra ellos. Las actitudes sociales de los portugueses hacia los cristianos nativos se ejemplifican en un memorándum presentado por los cristianos de Salcete al monarca portugués Juan IV en 1642: 
 "Es muy doloroso darse cuenta de que cuando nuestra gente era hindú, eran más honrados y respetados en los tribunales de los gobernantes hindúes y musulmanes, pero después de la conversión hemos perdido gran parte de nuestro respeto por nosotros mismos. Un noble o ministro portugués muestra un mayor respeto por un hindú de casta baja que por un cristiano de casta alta. Sucede con bastante frecuencia que un hindú recibe una silla para sentarse y un cristiano nativo se para. Esta actitud de los portugueses había conmovido a muchos cristianos en los últimos años para ir a la ciudad con los sombreros y la túnica del tipo que visten los hindúes. Ya no hay forma de hablar con los hindúes sobre la conversión, porque responden que no tienen prisa por perder su autoestima". 
 El clero portugués generalmente tenía prejuicios raciales contra sus compañeros goanos. En sus cartas, hacían frecuentes referencias al hecho de que el clero nativo era de piel oscura, y que los feligreses no los respetaban como resultado. El párroco franciscano de la Iglesia Colvale, Fray António de Encarnação, excomulgado por golpear a un asistente de Goa, escribió un ensayo amargo y virulento contra el clero nativo en el que los llamó 'negros chamados curas' (en portugués: negros llamados curas) y los calificó de "perversos" e "insolentes". Los jesuitas, con algunas excepciones, y los franciscanos no se molestaron en aprender el idioma nativo concani. Los franciscanos se expandieron aún más en el decreto virreinal de 1606 con respecto a hacer que los nativos fueran analfabetos en concani, y alfabetizados o semi-alfabetizados en portugués para calificar para recibir sacramentos. Se sabe que el Arzobispo de Goa Ignacio de Santa Teresa respetaba más a los clérigos nativos de Goa que a los portugueses, a quienes consideraba insolentes y dominantes. 

## Relaciones entre los portugueses y sus súbditos hindúes

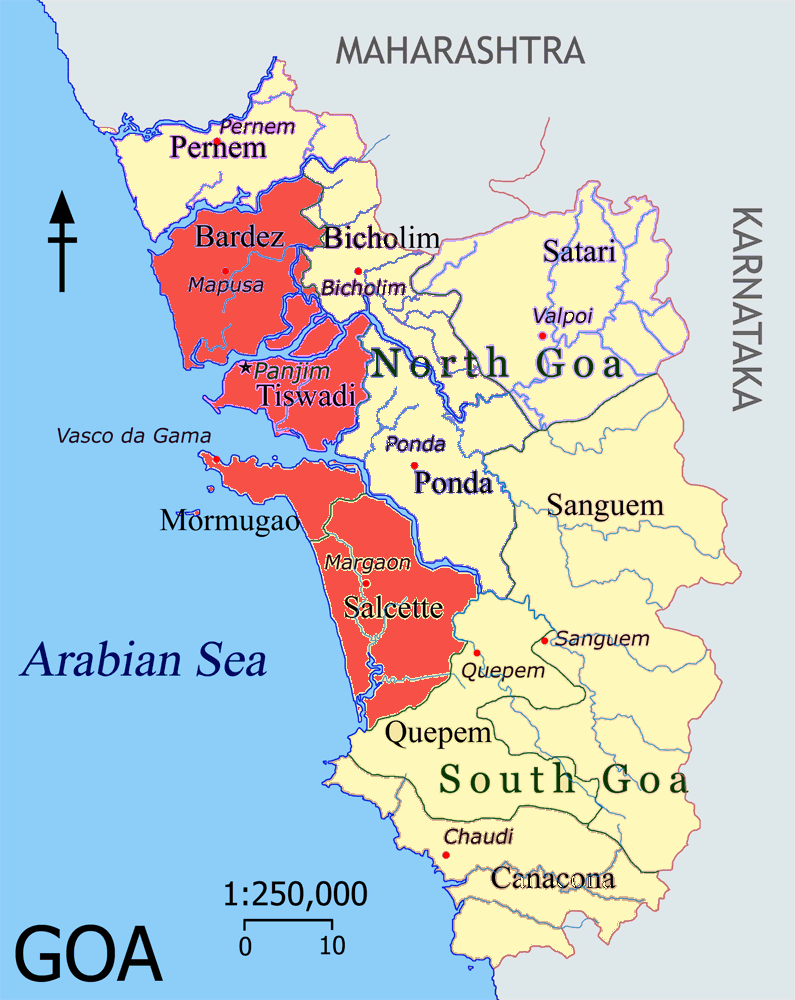
Goa en su apogeo bajo la ocupación portuguesa. Los Velhas Conquistas (Old Conquests) están resaltados en rojo, mientras que las Novas Conquistas (en portugués: Nuevas Conquistas) están resaltadas en crema.

Los portugueses tenían como objetivo crear una ciudadanía nativa leal a su Imperio, que creían que podían lograr a través de conversiones masivas al catolicismo. Sin embargo, los conversos resultaron ser en gran medida una ciudadanía inútil en lo que respecta a las habilidades, el comercio y la propiedad del capital. En cambio, los portugueses confiaron en los hindúes (que no se consideraban ciudadanos de pleno derecho de sus dominios) para cumplir sus ambiciones personales y oficiales, ya que se vio que poseían el capital, las habilidades, los contactos y la astucia necesarios para sostener el Imperio y sus ambiciones. Los portugueses e hindúes fueron grandes colaboradores comerciales y militares; las afiliaciones religiosas no importaban. Por lo tanto, muchos hindúes que no se convirtieron o incluso aquellos que se negaron constantemente a convertirse y se opusieron abiertamente a la cristiandad continuaron recibiendo de los portugueses más honores, favores y trabajos que los cristianos. Esto se hizo con el objetivo de obtener su colaboración, no necesariamente su conversión, aunque se alentó la conversión. Por ejemplo, el deber de recaudar impuestos sobre el cultivo de tabaco en Goa fue encomendado a los granjeros fiscales hindúes, que generalmente eran crueles con los cristianos nativos mientras ejercían sus poderes. Con el apoyo del gobierno portugués, se convirtieron en la clase nativa más temida e influyente de la provincia. La fiscalidad  impondrían injustamente multas a los cristianos nativos por el cultivo ilegal de tabaco. Tratarían mal a las mujeres nativas en las aduanas con el pretexto de buscar productos ilegales. Como resultado, comunidades cristianas enteras de pueblos se vieron privadas de considerables ingresos por excedentes y muchos cristianos pobres fueron convertidos en vagabundos u obligados a huir de Goa a los reinos vecinos. Las autoridades coloniales y eclesiásticas portuguesas no emplearon las potencialidades político-económicas para lograr la igualdad al elevar el nivel de vida de los cristianos nativos. El informe jesuita de 1686 declaró así: "Son muy pobres y sobreviven con los ingresos de la mano de obra que les proporciona lo suficiente para su sustento".
En 1780, los portugueses conquistaron de los marathas los concelhos de Pernem, Sanquelim y Sattari. Después de la firma de un tratado el 29 de enero de 1788 con el rajá de Sonda, adquirieron los concelhos de Bicholim, Antruz, Sanguem, Quepem y Canacona. La influencia del clero había disminuido significativamente en este momento. La orden jesuita había sido prohibida en 1759 y la influencia política de las otras órdenes religiosas también había disminuido considerablemente.  
El celo portugués por la cristianización gradualmente se extinguió, tanto es así que para el último cuarto del siglo XVIII, con la adquisición de las Novas Conquistas, permitieron oficialmente la construcción de templos en el territorio y acordaron no interferir en las creencias y religiones existentes, ni en las costumbres sociales. Además, no se realizó ningún trabajo de conversión allí. Para entonces, la situación también había mejorado mucho para los hindúes y cristianos en los Velhas Conquistas, sin que se aprobaran más decretos antihindúes. Después de 1835, las autoridades permitieron a muchas familias hindúes de las novas conquistas establecerse en las velhas conquistas y, a su vez, se alentó a algunas familias cristianas a tomar la ruta inversa con el señuelo de la tierra a cambio de una pequeña renta anual.

## Conversión de gaudas católicos
A fines de la década de 1920, miembros prominentes de la sociedad hindú de Goa reclamaron a Vinayak Maharaj Masurkar, el prelado de un ashram visnuista en Masur, distrito de Satara, para realizar una campaña activa para la 'reconversión' de los brahmanes gaudas católicos al hinduismo. Masurkar aceptó, y junto con sus discípulos, posteriormente recorrió las aldeas de los gaudas cantando canciones devocionales de bhakti y tocando pujas. Estos medios llevaron a un número considerable de gaudas católicas a declarar su voluntad de regresar al redil hindú, y se preparó cuidadosamente una ceremonia de Shuddhi. Sus esfuerzos tuvieron éxito cuando el 23 de febrero de 1928, muchos gaudas católicos se convirtieron en masa al hinduismo en una ceremonia Shuddhi, a pesar de la vehemente oposición de la Iglesia católica y las autoridades portuguesas. Como parte de su nueva identidad religiosa, los conversos recibieron nombres hindúes. Sin embargo, el gobierno portugués se negó a otorgarles permiso legal para cambiar sus nombres. Alrededor de 4.851 gaudas católicos de Tiswadi, 2.174 de Ponda, 250 de Bicholim y 329 de Sattari se convirtieron en hindúes durante esta ceremonia. El número total de conversos gaudas fue de 7.815. La amplia comunidad hindú gauda se negó a aceptar a estos neo-hindúes de nuevo en su congregación, y ahora estaban alienados por sus antiguos correligionarios cristianos. Estos neo-hindúes se convirtieron en una comunidad endógama separada, y ahora se conocen como Nav-Hindu Gaudas (Nuevos Hindúes Gaudas).

## Declive del cristianismo
Desde 1851, la población cristiana de Goa se ha enfrentado a un progresivo declive. Consecuentemente, el porcentaje de la población cristiana (antes mayoritaria) ha cambiado demográficamente a favor de los hindúes. 
Según los datos disponibles, los cristianos constituyeron el 63,83% (232.189 personas), mientras que los hindúes representaron solo el 35,42% (128.824 personas) en el censo de 1851. El siguiente censo se llevó a cabo en 1881, según el cual los cristianos eran el 58%, mientras que los hindúes eran el 42% de la población.  
El porcentaje de la población cristiana continuó disminuyendo en los censos posteriores para los años 1900, 1910, 1921, 1931, 1950 y 1960, con un porcentaje de cristianos en los censos del 54,83 por ciento, 54,76 por ciento, 52,29 por ciento, 49,00 por ciento, 42,18 por ciento y 38,07 por ciento. La razón de ello fue la emigración de cristianos y el probable regreso de los descendientes de inmigrantes hindúes que habían huido de Goa, así como la inmigración masiva de goanos no étnicos a Goa. 
En 1998, se estimaba que la población de Goa era de poco más de 1.3 millones de personas, de las cuales 62% (806.000 personas) eran hindúes y 34% (442.000 personas) eran cristianos.
En 2011, el 66.08% de los habitantes de Goa eran hindúes y el 25.10% eran cristianos.